# جيمس غريف
جيمس غريف (بالإنجليزية: James Grieve)‏ هو مترجم أسترالي، ولد في 1934.